# Walteriella decipiens
Walteriella decipiens là một loài bọ cánh cứng trong họ Cantharidae. Loài này được Gorham miêu tả khoa học năm 1889.